# Taranagar
Taranagar là một thành phố và khu đô thị của quận Churu thuộc bang Rajasthan, Ấn Độ.

## Địa lý
Taranagar có vị trí 28°41′B 75°02′Đ / 28,68°B 75,03°Đ Nó có độ cao trung bình là 232 mét (761 feet).

## Nhân khẩu
Theo điều tra dân số năm 2001 của Ấn Độ, Taranagar có dân số 27.073 người. Phái nam chiếm 52% tổng số dân và phái nữ chiếm 48%. Taranagar có tỷ lệ 57% biết đọc biết viết, thấp hơn tỷ lệ trung bình toàn quốc là 59,5%: tỷ lệ cho phái nam là 67%, và tỷ lệ cho phái nữ là 46%. Tại Taranagar, 18% dân số nhỏ hơn 6 tuổi.